# Long Xuyên (An Giang)
Long Xuyên is een stad in Vietnam en is de hoofdplaats van de provincie An Giang. Long Xuyên telt naar schatting 380.000 inwoners. Long Xuyên bestaat uit 11 phường en twee xã en ligt aan de westelijke oever van de Hậu. Long Xuyên ligt ongeveer 140 kilometer ten zuidwesten van Ho Chi Minhstad en ongeveer 45 kilometer van de grens met Cambodja, ongeveer 190 kilometer ten zuidoosten van Phnom Penh.
Long Xuyên is het economisch centrum voor de provincie An Giang. Met name de productie van rijst en de visindustrie is hier zeer belangrijk. De aanwezigheid van de Hậu en nationale wegen zoals de Quốc lộ 80 en de Quốc lộ 91 zijn zeer belangrijk voor de stad. Deze Quốc lộ's verbinden Long Xuyên met respectievelijk Rạch Giá en Can Tho.